# Diamantino Airport
Diamantino Airport är en flygplats i Brasilien.   Den ligger i kommunen Diamantino och delstaten Mato Grosso, i den centrala delen av landet, 900 km väster om huvudstaden Brasília. Diamantino Airport ligger 469 meter över havet.
Terrängen runt Diamantino Airport är platt åt nordost, men åt sydväst är den kuperad. Diamantino Airport ligger uppe på en höjd. Närmaste större samhälle är Diamantino, 6,0 km sydväst om Diamantino Airport.
Omgivningarna runt Diamantino Airport är huvudsakligen savann. Runt Diamantino Airport är det mycket glesbefolkat, med 2 invånare per kvadratkilometer.